# Пересувне кріплення
Кріплення пересувне (рос. крепь передвижная, англ. self-advancing support; нім. Schreitausbau m, rückbarer Ausbau m, schreitender Ausbau m) — нерозбірне гірниче кріплення, що пересувається слідом за очисним або прохідницьким вибоєм. 
За способом пересування розрізнюють механізовані К.п., що пересуваються за допомогою вбудованих в кріплення гідравліч. або пневматич. домкратів, а також автономних пересувачів, і немеханізовані, які пересувають вручну або під дією власної маси або маси обрушених порід. На шахтах механізоване К.п. застосовуються: в очисних вибоях в комплексі очисних агрегатів, а також посадочного кріплення комплектного, на сполученнях лави зі штреками — як кріплення сполучення, в прохідницьких вибоях — як прохідницьке кріплення для тимчасової підтримки покрівлі в привибійному просторі. Немеханізоване К.п. використовується: в очисних вибоях крутих пластів як кріплення щитове; в прохідницьких вибоях вертикальних стовбурів у вигляді опускного кріплення (див. опускні споруди), а також у вибоях горизонтальних і похилих виробок як запобіжне кріплення тимчасове.